# Bea Lema
Beatriz Lema Rivera (La Corunya, 1985), coneguda com a Bea Lema, és una historietista i il·lustradora gallega, guanyadora del Premi Nacional del Còmic de 2024. Les seves obres han estat publicades tant en gallec com espanyol i francès.

## Trajectòria
El 2017 va publicar el seu primer còmic, O Corpo de Cristo, el qual va ser nominat i posteriorment nomenat vencedor del XII Premi de Còmic Castelao de la Diputació de la Corunya, convertint-se en la primera dona a rebre aquest premi. Gràcies a una beca va refer la seva obra a la Maison des auteurs d'Angulema, i posteriorment va ser publicada a França sota el títol de Des maux à dire.
La seva primera obra, publicada posteriorment en castellà com El Cuerpo de Cristo i publicada aquesta vegada per l'editorial Astiberri, va ser mereixedora del Premi Nacional del Còmic de 2024, que li va ser atorgat el 16 de setembre d'aquell mateix any. L'obra aborda el tema de la salut mental, i se centra en una relació dura entre una filla i una mare a la qual la primera ha de començar a cuidar des de molt jove, en el context d'una Espanya patriarcal, pobra i catòlica. Actualment (2024) es troba en desenvolupament un curtmetratge d'animació basat en l'obra.
Bea ha treballat també com a il·lustradora per a multitud de revistes, cartells i llibres infantils.